# Nenzel
Nenzel és una població dels Estats Units a l'estat de Nebraska. Segons el cens del 2000 tenia 13 habitants.

## Demografia
Segons el cens del 2000, Nenzel tenia 13 habitants, 6 habitatges, i 4 famílies. La densitat de població era de 16,2 habitants per km².
Dels 6 habitatges en un 16,7% hi vivien nens de menys de 18 anys, en un 66,7% hi vivien parelles casades, en un 0% dones solteres, i en un 33,3% no eren unitats familiars. En el 33,3% dels habitatges hi vivien persones soles el 16,7% de les quals corresponia a persones de 65 anys o més que vivien soles. El nombre mitjà de persones vivint en cada habitatge era de 2,17 i el nombre mitjà de persones que vivien en cada família era de 2,75.
Per edats la població es repartia de la següent manera: un 23,1% tenia menys de 18 anys, un 0% entre 18 i 24, un 23,1% entre 25 i 44, un 23,1% de 45 a 60 i un 30,8% 65 anys o més.
L'edat mediana era de 48 anys. Per cada 100 dones de 18 o més anys hi havia 66,7 homes.
La renda mediana per habitatge era de 53.750 $ i la renda mediana per família de 53.750 $. Els homes tenien una renda mediana de 28.750 $ mentre que les dones 26.250 $. La renda per capita de la població era de 21.600 $. Cap de les famílies estaven per davall del llindar de pobresa.

## Poblacions més properes
El següent diagrama mostra les poblacions més properes.